# Star (Idaho)
Pour les articles homonymes, voir Star.
La ville américaine de Star est située dans le comté d'Ada, dans l’État de l’Idaho. Lors du recensement de 2010, sa population s’élevait à 5 793 habitants.